# Oggy and the Cockroaches
Oggy și Gândacii (în franceză Oggy et les Cafards) este un serial de televiziune animat francez creat de Jean-Yves Raimbaud⁠(d) și produs de Gaumont Multimedia pentru sezoanele 1–2 și Xilam Animation pentru sezoanele 3–7. Serialul prezintă isprăvile și aventurile lui Oggy, o pisică albastră a cărei viață este întreruptă în mod constant de trei gândaci⁠(d) – Dee Dee, Marky și, respectiv, Joey – cărora le place să facă rău în casa lui. Spectacolul folosește comedia mută⁠(d): personajele fie nu vorbesc, fie folosesc vocalizări și gesturi neinteligibile. Spectacolul a avut premiera în septembrie 1998 pe France 3, iar ulterior sa extins la nivel internațional. Serialul s-a încheiat în ianuarie 2019, după ce a lansat șapte sezoane în peste două decenii. Desenul animat se bazează, de asemenea, pe umorul slapstick, la fel ca inspirația și predecesorul său spiritual „Tom și Jerry”. doar amplificarea nivelului extremităților cu o crestătură; în timp ce personajele de desene animate „tradiționale” preferă să arunce nicovalele și pianele unul pe celălalt, acest spectacol folosește uneori bombe atomice sau submarine. În România, serialul a fost difuzat pe TVR1 în 2001-2005.